# Черномашница
Черномашница (на сръбски: Црномасница или Crnomasnica) е село в Сърбия, община Неготин. В 2011 година селото има 272 жители.

## История
Селото има предимно влашко население. От 1878 до 1919 година е в територията на България. През 1910 година селото е център на Черномашничката селска община, която се е състояла от селата Черномашница и Злокукя, част от Кулската околия на Видинското окръжие. До 1947 година селото се е наричало Томиславово.